# Невротическая экскориация
Невроти́ческая экскориа́ция (от лат. excoriātus, совершенного причастия лат. excoriō «снимать кожу, обдирать»), также известная как психоге́нная экскориа́ция, расстро́йство экскориа́ции, то есть ковыря́ния ко́жи (англ. excoriation (skin-picking) disorder в DSM-5), или дерматиллома́ния (от др.-греч. δέρμα «кожа» + τίλλω «вырывать; рвать на себе волосы» + μανία «страсть, безумие»), — компульсивные действия, сопровождающиеся самоповреждениями кожи, которым нередко предшествуют ощущения кожного дискомфорта, зуда кожных покровов. Стремление к повторному расчёсыванию приводит к образованию на коже свежих экскориаций (расчёсов), постепенно регрессирующих с образованием поверхностных или более глубоких рубчиков. В отличие от проявлений патомимии, при невротических экскориациях больные не только осознают патологический характер своих действий, но и рассматривают их в качестве причины повреждений.
Расчёсыванию нередко предшествуют визуальный осмотр или прикосновение к коже. Больные расчёсывают себя ногтями, щиплют или сдавливают кожу, используют булавки, бритвенные лезвия, пинцеты и другие инструменты. Вслед за этапом самоповреждений, когда кожа сильно расчёсана и содраны все корки, наступает этап временного облегчения, внутреннего удовлетворения. Затем неизбежно вновь следует нарастание дискомфорта, недовольства состоянием кожи. Попытки предотвратить или остановить расчёсывание (больные коротко стригут ногти, надевают перчатки) чаще всего малоэффективны.
Расстройство экскориации входит в категорию «обсессивно-компульсивных и связанных с ними расстройств» Диагностического и статистического руководства по психическим расстройствам пятого издания (DSM-5) и в МКБ-11. Чаще всего экскориации встречаются при обсессивно-компульсивном расстройстве.

## Дифференциальная диагностика
Ковыряние кожи может происходить при психотических расстройствах (например, при тактильном галлюцинозе — дерматозойном бреде, известном также как психогенный паразитоз, либо при формикации — симптоме тактильных галлюцинаций в виде назойливого ощущения кусающихся муравьёв).
При нейроонтогенетических расстройствах расчёсывание кожи манифестирует обычно в очень раннем возрасте (например, экскориации характерны для такого нейрогенетического расстройства, как синдром Прадера — Вилли).
Симптомы экскориации также могут быть индуцированы некоторыми психоактивными веществами (в частности, кокаином).

## Терапия
Основной метод лечения — психотерапия.